# Stefan Fejes
Stefan (Istvan) Fejes (ur. 30 sierpnia 1891 w Győrze, zm. 1 maja 1951 w Budapeszcie) – as myśliwski austriackiego w I wojnie światowej.

## Życiorys
Od 1912 roku służył w 14 Pułku Landwehry, gdzie zastał go wybuch wojny. W czasie walk na froncie wschodnim 16 września 1914 roku został ciężko ranny. Po prawie półrocznym leczeniu w marcu 1915 roku powrócił do armii. W maju 1916 roku został skierowany do Cesarsko-Królewskie Siły Powietrzne i po zakończeniu szkolenia w lutym 1917 roku został przydzielony do 19 Eskadry (Flik 19).
Pierwsze zwycięstwo lotnicze odniósł w dniu 17 kwietnia 1917 roku na samolocie Hansa-Brandenburg C.I nad Nieuportem. Po odniesieniu 5 zwycięstw został od października 1917 roku przeniesiony do 51 Eskadry (Flik 51J) gdzie odniósł kolejne 11 zwycięstw na samolocie myśliwskim Albatros D.III.
Po zakończeniu wojny powrócił na Węgry i w czasie walk z Czechosłowacją, Rumunią i Serbią w 1919 roku latał w komunistycznej węgierskiej 8 eskadrze. W maju 1919 roku został zmuszony do lądowania i przebywał w niewoli w Czechosłowacji do końca 1919 roku.
Od 1930 do 1940 latał jako pilot w lotnictwie cywilnym. W czasie II wojny światowej służył jako pilot transportowy w armii węgierskiej. Później ślad po nim zaginął.
Stefan Fejes był jako jeden z sześciu żołnierzy austro-węgierskich trzykrotnie odznaczony Złotym Medalem za Odwagę.